# Highest Hopes – The Best of Nightwish
Highest Hopes – The Best of Nightwish és el tercer àlbum recopilatori de la banda Nightwish.

## Llista de cançons
1. Wish I Had an Angel - 4:04
2. Stargazers - 4:26
3. The Kinslayer - 4:01
4. Ever Dream - 4:44
5. Elvenpath - 4:38
6. Bless the Child - 6:12
7. Nemo - 4:35
8. Sleeping Sun (2005 Version) - 4:03
9. Dead to the World - 4:19
10. Over the Hills and Far Away - 5:00
11. Deep Silent Complete - 3:57
12. Sacrament of Wilderness - 4:10
13. Walking in the Air - 5:27
14. Wishmaster - 4:23
15. Dead Boy's Poem - 6:48
16. High Hopes (live) - 7:20 (Pink Floyd-cover)